# La Roche-Derrien
La Roche-Derrien (tiếng Breton: Ar Roc'h-Derrien) là một xã của tỉnh Côtes-d’Armor, thuộc vùng Bretagne, tây bắc Pháp.

## Dân số
Người dân ở La Roche-Derrien được gọi là Rochois.